# Тёхтюр
Тёхтюр (якут. Төхтүр) — село, центр Тёхтюрского наслега Хангаласского улуса Якутии.

## География
Расположено на левом берегу реки Лены (в её долине), в 30 км к северо-востоку от улусного центра города Покровска и в 35-40 км к югу от Якутска. Самый северный населенный пункт Хангаласского улуса.

## История
История села начинается с 1862 года, когда здесь была основана почтовая станция. Сначала Тёхтюр входил в состав Октёмского наслега с центром в селе Октёмцы, расположенном в 12 км к северо-востоку от Хатылымы. В 2001 году из состава Октёмского наслега был выделен Тёхтюрский наслег с центром в селе Тёхтюр.

## Население
| 2002 | 2010 | 2021 |
| ---- | ---- | ---- |
| 703  | ↘630 | ↗809 |

## Инфраструктура
Имеются средняя школа, детсад, фельдшерско-акушерский пункт, клуб, библиотека, СХПК «Хахсык», сеть магазинов, почта и АТС.